# HD 45145
HD 45145，又名CD-36 2873，SAO 196774、HR 2316，是一颗恒星，视星等为5.62，位于銀經244.46，銀緯-20.96，其B1900.0坐标为赤經6h 20m 32.8s，赤緯-36° -20.96′ 19″。